# Bitka kod Obreške 1565.
Bitka kod Obreške bila je bitka između hrvatskih snaga protiv osmanskog osvajača.

## Vojno-politička pozadina
Zbila se je u doba velikog osmanskog naleta.
Erdődy je bio u prvoj godini banstva; tek 1557. postao je hrvatsko-slavonsko-dalmatinski ban. Imao je velika iskustva u ratovanju s Turcima. Prije 5 godina bio je kapetan krajiške vojske kad je razorio Gradišku i Veliku (Kraljeva Velika). Od 1554. godine obrana Kostajnice i Novigrada na Uni bila je pod njegovom nadležnošću, a Turke je već porazio u bitkama kod Hrastovice 1558. i Slatine 1562. godine. Imao je i osvetničke motive protiv Turaka. Posljedica turskih osvajanja 1545. bila je ta što je izgubio velike posjede u Križevačkoj županiji.
Osmanski vojskovođa namjeravao je upasti iz Bosne u Moslavinu. Plan je bio pratiti tok rijeka Lonje i Glogovnice i tim putem udariti na Križevce. 

## Tijek bitke
12.000 vojnika Mustafe Sokolovića naišli su na hrvatske obrambene snage koje su im spremile borbeni doček. Ban Petar Erdődy i njegovi vojskovođe Ivan Alapić, Ivan Đulaj iz Vinice, Šimun i Matija Keglević sa svojim snagama dočekao je Osmanlije kod sela Obreške blizu Ivanić-Grada (Ivanić-Kloštra). Hrvatske snage od tisuću konjanika i pješaštvo snage četiri tisuće pješaka upustilo se u bitku. Snage su se sukobile 10. rujna.

## Ishod bitke
Pobjeda hrvatskih snaga. Osmanske su snage u potpunosti potučene i uništene. Za ovu pobjedu kralj je Petra Erdodyja nagradio grofovskim naslovom.